# Park Narodowy Wielkiej Kotliny
Park Narodowy Wielkiej Kotliny (ang. Great Basin National Park) – park narodowy położony we wschodniej części stanu Nevada, przy granicy ze stanem Utah w Stanach Zjednoczonych. Park został utworzony w 1986, na powierzchni 312 km².
Park położony jest w obrębie Wielkiej Kotliny, od której pochodzi jego nazwa. Jest to suchy i górzysty region zlokalizowany między pasmami górskimi Sierra Nevada a Wasatch.

## Flora

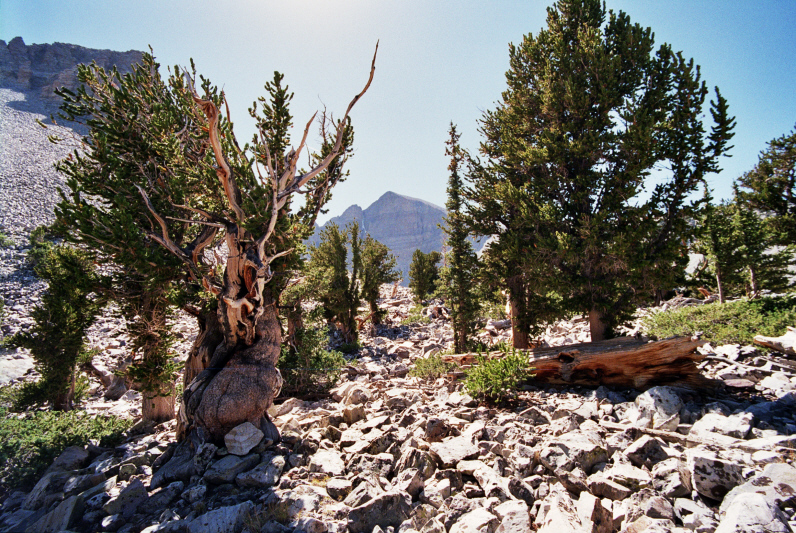
Sosna długowieczna (Pinus longaeva)

Park Narodowy Wielkiej Kotliny słynie z okazów sosny długowiecznej i sosny ościstej, uznawanych za najstarsze drzewa spośród gatunków nierozmnażających się wegetatywnie.

## Fauna
Na terenie parku występuje wiele dzikich gatunków, wśród których można wymienić: pumę, kojota preriowego, rysia rudego, borsuka, łosia, antylopę widłorogą, mulaka oraz wiele gatunków nietoperzy.

## Turystyka
Park jest otwarty przez cały rok z wyjątkiem nowego roku, Świąt Bożego Narodzenia oraz Dnia Dziękczynienia. Główny sezon turystyczny przypada na miesiące letnie. Zaplecze turystyczne zlokalizowane jest w miejscowości Baker. W obrębie parku wytyczonych jest 13 szlaków turystycznych o zróżnicowanym poziomie trudności.
Na terenie parku można uprawiać m.in.: kolarstwo górskie, wędkarstwo i piesze wędrówki.

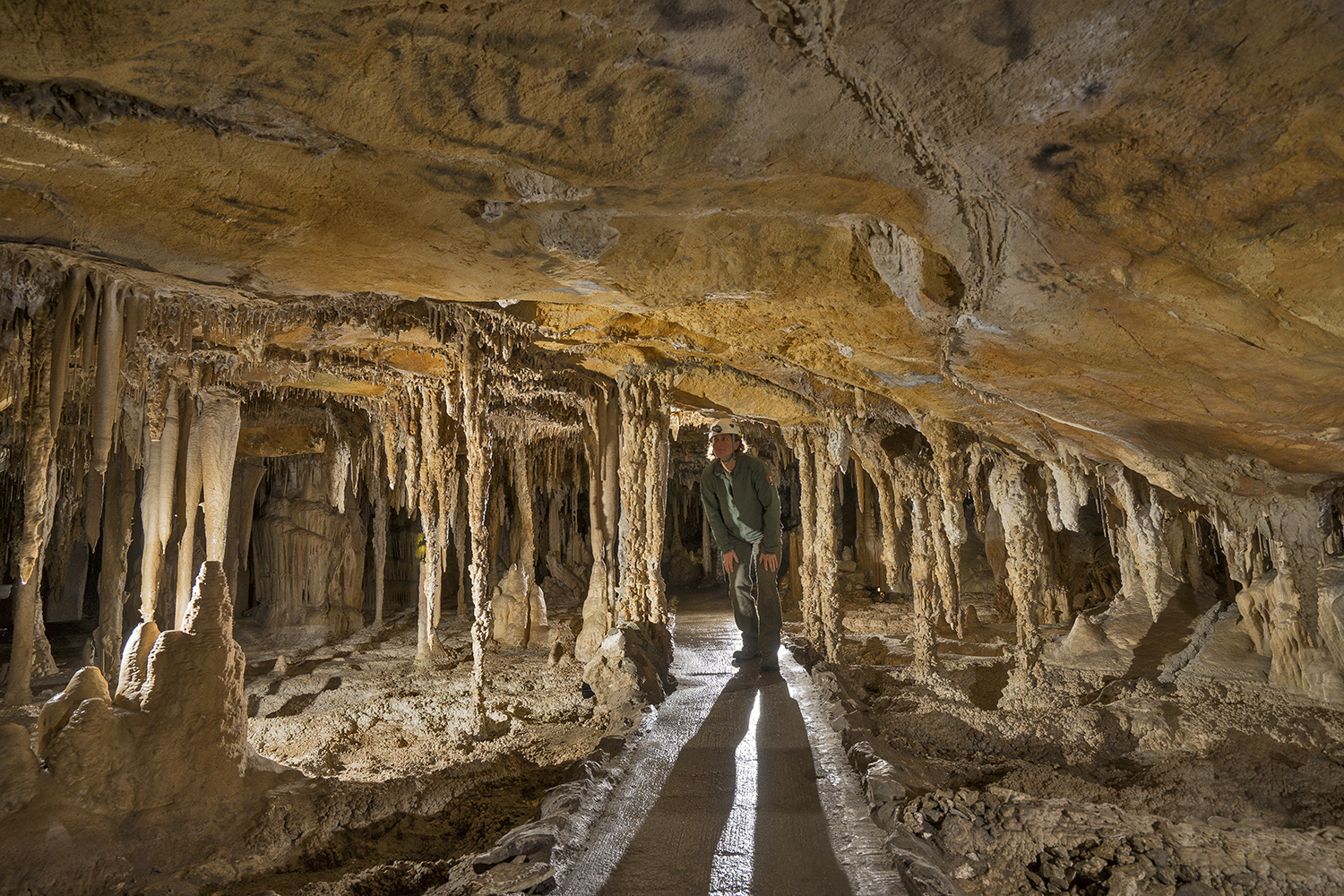
Nacieki w jaskini Lehman Caves